# 埃爾金鎮區 (明尼蘇達州瓦巴沙縣)
埃爾金鎮區（英語：Elgin Township）是位於美國明尼蘇達州瓦巴沙縣的一個行政鎮區，於1858年設立。

## 地方資料
埃爾金鎮區的面積為89.29平方千米，當中陸地面積為89.24平方千米，而水域面積為0.05平方千米。根據2020年美國人口普查的數據，當地共有人口676人，而人口密度為每平方千米7.57人。